# Медведев, Павел Алексеевич
Па́вел Алексе́евич Медве́дев (род. 13 августа 1940 года, Москва) — российский политический деятель, учёный-экономист, депутат ГД РФ первого, второго, третьего, четвёртого, пятого созывов, финансовый омбудсмен. Заслуженный экономист Российской Федерации (2011).

## Биография
Окончил механико-математический факультет МГУ имени М. В. Ломоносова (1962) по специальности «математик», аспирантуру там же (1965). Кандидат физико-математических наук (1967). Доктор экономических наук (1987).

## Учёный-экономист
- В 1965—1968 годах — преподаватель кафедры математики Военной инженерной академии.
- В 1968—1992 годах — старший преподаватель, доцент кафедры математических методов анализа экономики экономического факультета МГУ. Читал лекции по линейной алгебре, вместе со своим коллегой по кафедре Игорем Нитом руководил научным семинаром.
- С 1992 года — профессор экономического факультета МГУ.
- В 2015 году — лауреат Всероссийской премии финансистов «Репутация» 2015 года в номинации «За вклад в повышение финансовой грамотности населения и защиту прав потребителей финансовых услуг»[2].

## Народный депутат и экономический эксперт
В 1990—1993 годах — народный депутат РСФСР от Черёмушкинского избирательного округа Москвы. Был председателем подкомиссии по делам банков в Комиссии Совета Республики по бюджету, планам, налогам и ценам, членом Конституционной комиссии.
Был специалистом-экспертом по экономическим вопросам сначала Председателя Верховного Совета РСФСР, затем Президента РФ. В конце 1980-х годов выступил одним из авторов (вместе с Игорем Нитом и Виктором Белкиным) стратегии мягкого поэтапного перехода к рынку, которая, по его мнению, позволила бы избежать сокрушительного шокового обвала экономики.
С сентября 1993 года — заместитель руководителя Аналитического центра по социально-экономической политике Администрации Президента РФ — начальник отдела анализа, прогноза и выработки предложений по социальной политике.

## Депутат Государственной думы
В 1993 году избран депутатом Государственной думы России первого созыва от Юго-Западного избирательного округа Москвы. Член Комитета по бюджету, налогам, банкам и финансам, председатель подкомитета по банковскому законодательству. Член фракции «Выбор России».
С 1994 года — председатель Московской городской организации движения «Выбор России».
В 1999—2005 — председатель движения «Выбор России». В 1994—1996 был членом партии «Демократический выбор России» (ДВР).
В 1995 году избран депутатом Государственной думы второго созыва от Черёмушкинского избирательного округа Москвы. Член Комитета по бюджету, налогам, банкам и финансам, председатель подкомитета по банковскому законодательству. Член депутатской группы «Российские регионы».
С августа 1996 года — сопредседатель Межведомственной рабочей группы по вопросам методического обеспечения банковского санирования при Центробанке. С января 1997 года — член Совета при правительстве России по вопросам банковской деятельности.
В 1996 году награждён медалью «Защитнику свободной России».
В 1999 году избран депутатом Государственной думы третьего созыва от Черёмушкинского избирательного округа Москвы. Заместитель председателя Комитета по кредитным организациям и финансовым рынкам. Член фракции «Отечество — Вся Россия».
С 2003 года — депутат Государственной думы четвёртого созыва от Черёмушкинского избирательного округа Москвы. Заместитель, с 2005 — первый заместитель председателя Комитета по кредитным организациям и финансовым рынкам. Член фракции «Единая Россия».
Участвовал в разработке нескольких десятков законопроектов, направленных на укрепление банковской системы и защиту интересов вкладчиков, в том числе законов «О несостоятельности (банкротстве) кредитных организаций», а также «О гарантировании вкладов граждан в банках», который призван дать гарантию сохранности вкладов населения. Один из авторов закона «О банках и банковской деятельности», новой редакции закона «О Центральном банке Российской Федерации (Банке России)», принятой в 2002 году.
В 2005 году награждён медалью ордена «За заслуги перед Отечеством» II степени.
С 2007 года — депутат Государственной думы пятого созыва, избран по списку партии «Единая Россия» (№ 17 в списке по городу Москве).
В 2008 году награждён Почётной грамотой правительства Российской Федерации.
Не был включён в список участников предварительного голосования (т. н. праймериз) «Единой России» на выборах в государственную думу в 2011 году.

## Финансовый омбудсмен
Финансовым омбудсменом назначают внутри юридической компании ведущего эксперта в области финансов и права, социальная нагрузка для отработки бесплатных часов в помощь неплатежеспособным гражданам. В России банковским сообществом создаётся закон под государственную должность на деньги налогоплательщиков. При финансовой поддержке кредитных организаций омбудсмен обязан защищать не кредитных должников, а тех, кто его назначил и за счёт тех, кто его содержит.
Павел Медведев — с 1 октября 2010 года до 15 июня 2011 года, был финансовым омбудсменом при «Ассоциации Российских Банков», работал на должности по разрешению финансовых споров между кредитной организацией (банк) и кредитными должниками (физические лица с задолженностью до 300 000 рублей). С 2011 года безработный пенсионер (не является депутатом). Спор передаётся омбудсмену только по инициативе физического лица и рассмотрение его бесплатно для обратившегося. Для банков, присоединившихся к соглашению (первоначально — 6 банков: Райффайзенбанк, Хоум Кредит энд Финанс Банк, ОТП Банк, GE Money Bank, национальный банк «Траст» и Юниаструм банк), решения омбудсмена обязательны, у граждан остаётся право обратиться в суд. Пакет документов по омбудсмену был принят в Ассоциации российских банков.

## Труды
Автор более 100 научных трудов, в том числе:
- Основы теории конусов и систем линейных однородных неравенств. М., 1975.
- Экономико-математические методы в реальном хозяйственном механизме : [доклады семинара] / под ред. П. А. Медведева, И. В. Нита. — М. : Изд-во МГУ, 1981. — 124 с. : ил.
- Экономико-математические методы в прикладных исследованиях и хозяйственный механизм — М. : Изд-во МГУ, 1982. — 111 с. : ил.
- Управляющая функция плана и пути ее усиления — Препринт. — М. : ЦЭМИ, 1986. — 38 с. : ил.
- Высшая математика. Теория вероятностей. М., 1987 (в соавторстве).